# Премія «Ґефен»
Премія «Ґефен» (івр. פרס גפן, Прас Ґефен) — це щорічна літературна премія, що вручається найкращим письменникам Ізраїлю, що написали твори в жанрі наукової фантастики та фентезі з 1999 року, на фестивалі ICON за рішенням Конвенції наукової фантастики та Фентезі.
Премія названа на честь редактора і перекладача Амоса Ґефена, який був одним із засновників товариства.

## Категорії
Нагороди Geffen видаються в шести категоріях:
- Найкращий науково-фантастичний чи фентезійний роман (з 2003 року)
- Найкраще науково-фантастичне чи фентезійне оповідання (з 2002 року)
- Найкращий перекладений науково-фантастичний роман.
- найкращий перекладений фентезійний роман.
- Найкраща перекладена книга для дітей та юнацтва (з 2008 року).
- Найкращий переклад науково-фантастичного або фентезійного роману (з 2008 року, у співпраці з Асоціацією перекладачів Ізраїлю).

## Список переможців за роками

### 2017
- Найкраща оригінальна наукова фантастика або фентезійний роман:  Неперевершені , Yoav Blum.
- Найкраща оригінальна фантастика чи фантастична коротка історія:  Загублена та знайдена , Ротем Барухін.
- Найкрасивіший науково-фантастичний роман: Земля в огні і Земля пробуджується Переклад Боаз вайс.
- Кращий перекладений фентезійний роман: Гаррі Поттер і прокляте дитя Переклад: Гилі Бар-Хилель.
- Краща перекладена книга для дітей та молоді: Прихований Оракул, перекладена Яелем Ахмоном.

### 2016
- Найкращий науково-фантастичний чи фентезійний роман Роні Гелбфіш «Озеро Тіней» (англ. «Lake of Shadows»), Gold Fish.
- Найкраще науково-фантастичне чи фентезійне оповідання Авіаль Точтерман «Реквієм по Матвію» (англ. «Requiem to Mathew»).
- Найкращий перекладений науково-фантастичний роман Джон Скальці «Червоні сорочки» (англ. «Redshirts»). Переклад Зафрір Гросман, Opus Press
- найкращий перекладений фентезійний роман Робін Гобб «Вбивця дурнів», (англ. Fool’s Assassin»). Переклад Зафрір Гросман, Opus Прес
- Найкраща перекладена книга для дітей та юнацтва Рік Ріордан «Кров Олімпу» (англ. «The Blood of Olympus»). Переклад Яелем Акхмон, Graff публікації

### 2015
- Найкращий науково-фантастичний чи фентезійний роман Карен Лендсман «Зламані небеса» (англ. «Broken Skies»), Sial Publishing
- Найкраще науково-фантастичне чи фентезійне оповідання «П'ять Чотири Три Два Один», (англ. «Five Four Three Two One»)
- Найкращий перекладений науково-фантастичний роман Енді Вейр "Марсіянин (англ. «The Martian»). Переклад Діді Ханох
- найкращий перекладений фентезійний роман Ніл Геймен «Океан в кінці провулку». (англ. «The Ocean at the End of the Lane»). Переклад Діді Ханох.
- Найкраща перекладена книга для дітей та юнацтва Френк Баум «Озма з Оз» і «Дороті і Чарівник в Країні Оз» (англ. «Ozma of Oz and Dorothy and the Wizard in Oz»). Переклад Гілі Бар-Гиллель Семо, UTZ Книги.

### 2014
- Найкращий науково-фантастичний чи фентезійний роман Габріелла Авігур Ротем, (англ. «Every Story is a Sudden Cat»). Переклад Zmora Bitan Publishing
- Найкраще науково-фантастичне чи фентезійне оповідання Ротем Барухін (англ. «Віскі в Jar»). Опубліковано в «Once upon a future»
- Найкращий перекладений науково-фантастичний роман Деріл Грегорі «Алфавіт диявола» (англ. «The Devil's Alphabet»). Переклад Діді Ханох, видавництво Graff
- Найкращий перекладений фентезійний роман Террі Пратчетт «Опочтарение» (англ. «Going Postal»). Переклад Веред Tochterman, Opus прес
- Найкраща перекладена книга для дітей та юнацтва Террі Пратчетт «Дивовижний Моріс та його вчені гризуни» (англ. «TThe Amazing Maurice and His Educated Rodents»). Переклад Yonatan Bar, СІАЛ Publishing

### 2013
- Найкращий науково-фантастичний чи фентезійний роман Ротем Барухін (англ. «Cappuccino, To Go»). Опубліковано в «Давним майбутньому» об. 4
- Найкраще науково-фантастичне чи фентезійне оповідання Хагай Даган «Демони з Агріпас-стріт» (англ. «Demons in Agripas Street»). Кінерет Zmora Bitan Publishing
- Найкращий перекладений науково-фантастичний роман Роберт Сілверберг «Вежа із скла» (англ. «Tower of Glass»). Переклад Омер Кабір, видавництво Мобі Дік
- Найкращий перекладений фентезійний роман Джордж Мартін «Танець з драконами» (англ. «A dance with dragons»). Переклад Цзафрір Гросман, Opus публікації.
- Найкраща перекладена книга для дітей та юнацтва Сюзанна Коллінз «Переспівниця» (англ. «Mockingjay»). Переклад Яелем Achmon, Kinneret Zmora Bitan Publishing

### 2012
- Найкращий науково-фантастичний чи фентезійний роман Йоав Авні «Що робити, якщо (сказав Герцль)» (англ. «What if (Herzl said)»). Zmora-Bitan Publishing
- Найкраще науково-фантастичне чи фентезійне оповідання (спільна перемога):
  - Хадас Місгаве «А потім була зима» (англ. «And then there was winter»). Опубліковано в Не панікуйте! Інтернет журнал
  - Керен Ландсман «Один, в темряві» (англ. «Alone, in the dark»). Опубліковано в рамках інтернет-альманаху «Світ Сьюзен», Meorot сайт конвенції.
- Найкращий перекладений науково-фантастичний роман Рік Ріордан «Син Нептуна» (англ. «The Son of Neptune»). Переклад Яелем Ахмон, Graff видавництво
- Найкращий перекладений фентезійний роман Сюзанна Коллінз «У вогні» (англ. «Catching Fire»). Переклад Яелем Ахмон, Кінерет Publishing.

### 2011
- Найкращий науково-фантастичний чи фентезійний роман Ієгуда Ізраїль & Дор Равех «Месопотамія — Мовчання Зірок» (англ. «Mesopotamia – Silence of the Stars») Am-Oved Publishing
- Найкраще науково-фантастичне чи фентезійне оповідання Керен Ландсман «Гейзенберга Горгона» (англ. «The Heisenberg Gorgon»). Опубліковано в Не панікуйте! Інтернет журнал
- Найкращий перекладений науково-фантастичний роман Сюзанна Коллінз «Голодні ігри» (англ. «The Hunger Games»). Переклад Яелем Акхмон, Kinneret Publishing
- Найкращий перекладений фентезійний роман Террі Пратчетт (англ. «I Shall Wear Midnight»). Переклад Yonatan Bar, Kidmat Eden Publishing

### 2010
- Найкращий науково-фантастичний чи фентезійний роман Йоав Авні (англ. «To Be (Chong Levi's Fifth)»). Kinneret Zmora-Bitan Publishing
- Найкраще науково-фантастичне чи фентезійне оповідання «Доктор Ватсон і містер Холмс — або — Прокляття Пенінгтонн» (англ. «Dr. Watson & Mr. Holmes – or – The Curse of the Penningtons»). Vered Tochterman Опубліковано в «Once upon a future» anthology, Том 1
- Найкращий перекладений науково-фантастичний роман Айзек Азімов (англ. «Collected Short Stories– Vol. I»). Переклад Rami Shalhevet, Мобі Дік Publishing
- Найкращий перекладений фентезійний роман Террі Пратчетт «Нація» (англ. Nation). Переклад Yonatan Bar, Kidmat Eden Publishing

### 2009
- Найкращий науково-фантастичний чи фентезійний роман Асаф Гаврон (англ. «Hydromania»). Keter Publishing
- Найкраще науково-фантастичне чи фентезійне оповідання Яель Міхаелі «Фенікс Планета» (англ. «The Phoenix Planet»). Опубліковано в Не панікуйте! Online Magazine
- Найкращий перекладений науково-фантастичний роман Роджер Желязни «Цей безсмертний» (англ. «This Immortal»). Переклад Раз Грінберг, Мобі Дік Publishing
- Найкращий перекладений фентезійний роман Террі Пратчетт «A Hatful of Sky» (англ. «A Hatful of Sky»). Переклад Yonatan Bar, Kidmat Eden Publishing

### 2008
- Найкращий науково-фантастичний чи фентезійний роман Агар Йанаї «Вода між світами» (англ. «The Water Between the Worlds»). Keter Publishing House.
- Найкраще науково-фантастичне чи фентезійне оповідання Lili Daie (англ. «Where Books are Lost»). Опубліковано в Не панікуйте! Online Magazine
- Найкращий перекладений науково-фантастичний роман новела Річард Метісон «Я — легенда» (англ. «I Am Legend») . Переклад Яелем Інбар, Yanshuf Publishing.
- Найкращий перекладений фентезійний роман Террі Пратчетт (англ. «The Wee Free Men»). Переклад Yonatan Bar, Kidmat Eden Publishing.
- Найкраща перекладена книга для дітей та юнацтва Джоан Роулінг «Гаррі Поттер і смертельні реліквії» (англ. «Harry Potter and the Deathly Hallows») . Переклад Gili Bar-Hillel, Едіот книги видавництва.
- Найкраща перекладена книга Гілі Бар-Гиллель Сімо для перекладу книги: Джоан Роулінг «Гаррі Поттер і смертельні реліквії» (англ. «Harry Potter and the Deathly Hallows») Yediot Books Publishing

### 2007
- Найкращий науково-фантастичний чи фентезійний роман Агар Йанаї «Кіт Вавилона» (англ. «The Whale of Babylon»). Keter Publishing House
- Найкраще науково-фантастичне чи фентезійне оповідання Ротем Барухін «Дзеркало» (англ. «In the Mirror»). The Tenth Dimension Magazine, випуск 29
- Найкращий перекладений науково-фантастичний роман Джон Скальці (англ. «Old Man's War series»). Переклад Raz Greenberg, Yanshuf Publishing
- Найкращий перекладений фентезійний роман Сюзанна Кларк «Джонатан Стрейндж та містер Норрелл» (англ. «Jonathan Strange & Mr. Norrell»). Переклад Vered Tochterman, Yanshuf Publishing

### 2006
- Найкраще науково-фантастичне чи фентезійне оповідання Хага Авербух «На схід від раю» (англ. «East of Eden»). Ізраїльське суспільство SF & F Online Magazine
- Найкращий перекладений науково-фантастичний роман новела Роберт Чарльз Вілсон «Спін» (англ. «Spin»). Переклад Діді Ханох, Graff Publishing
- Найкращий перекладений фентезійний роман Ніл Геймен «Хлопці Анансі» (англ. «Anansi Boys»). Переклад Веред Tochterman, Opus Press

### 2005
- Найкращий науково-фантастичний чи фентезійний роман Офір Туш Гафла «Кінець світу» (англ. «End's World»). Keter Publishing
- Найкраще науково-фантастичне чи фентезійне оповідання Гі Хейссон (англ. «The Perfect Girl»). Chalomot Be'aspamia журнал
- Найкращий перекладений науково-фантастичний роман Артур Кларк «Кінець дитинства» (англ. «Childhood's End»). Переклад Діді Ханох, Yanshuf Publishing
- найкращий перекладений фентезійний роман Керол Берг «Трансформація» (англ. «Transformation»). Переклад Діді Ханох, Graff Publishing

### 2004
- Найкраще науково-фантастичне чи фентезійне оповідання Rami Shalheveth (англ. «Dragon Checkpoint»). The Tenth Dimension журнал
- Найкращий перекладений науково-фантастичний роман Карін Лованші (англ. «Warchild»). Переклад Inbal Sagiv, Opus Press
- найкращий перекладений фентезійний роман Ніл Геймен «Дим і дзеркала» (англ. «Smoke and Mirrors»). Переклад Яелем Акхмон, Opus Press

### 2003
- Найкращий науково-фантастичний чи фентезійний роман Веред Точтерман «Іноді все по-іншому» (англ. «Sometimes It's Different»). Opus Press
- Найкраще науково-фантастичне чи фентезійне оповідання Guy Hasson (англ. «All-of-Me(TM)»). Журнал Chalomot Beaspamia.
- Найкращий перекладений науково-фантастичний роман Станіслав Лем «Соляріс» (англ. «Solaris»). Переклад Агарон Гауптман, Keter publishing house
- найкращий перекладений фентезійний роман Ніл Геймен «Американські боги» (англ. «American Gods»). Переклад Рехавії Берман, Opus Press

### 2002
- Найкраще науково-фантастичне чи фентезійне оповідання Хамуталь Левін (англ. «Me and Grandma Go Shopping»). Bli Panika.
- Найкращий перекладений науково-фантастичний роман Рей Бредбері «451 градус за Фаренгейтом» (англ. «Fahrenheit 451»). Переклад Ноа Мангейма, Видавничий дім Odyssey
- найкращий перекладений фентезійний роман Джордж Мартін «Буря мечів» (англ. «A Storm of Swords») . Переклад Девід Ханох, Opus Press

### 2001
- Найкращий перекладений науково-фантастичний роман Орсон Скотт Кард «Тінь Ендера» (англ. «Ender's Shadow»). Переклад Рехавії Берман, Opus Press
- Найкращий перекладений фентезійний роман Тім Пауерс «Анубіс Гейтс» (англ. «The Anubis Gates»). Переклад Vered Tochterman, Opus Press.

### 2000
- Найкращий перекладений науково-фантастичний роман Браян Герберт, Кевін Джеймс Андерсон «Дюна: Будинок Атрейдесів» (англ. «Dune: House Atreides»). Переклад Доріт Ландес, Ам Овед Видавничий дім.
- Найкращий перекладений фентезійний роман Ніл Геймен «Зоряний пил» (англ. «Stardust»). Переклад Орніт Шахар, Opus Press.

### 1999
- Найкращий перекладений науково-фантастичний роман Орсон Скотт Кард «Спокута Христофора Колумба» (англ. «Pastwatch»). Переклад Рехавії Берман, Opus Press
- Найкращий перекладений фентезійний роман Фріц Лайбер «Мечі і чортівня» (англ. «Swords and Deviltry»). Переклад Адва Зельцера, Opus Press.